# Ladislav Kutil
Ladislav Kutil (* 9. února 1976) je bývalý český boxer a reprezentant, několikanásobný mistr České republiky. Jeho trenéry byli Svatopluk Žáček a Rostislav Osička. V roce 1994 juniorský mistr i mistr ČR, mistr ČR také v letech 1995, 1998, 2000 a 2001, vítěz Bundesligy. 

## Výsledky
- 2001: Frankofonní hry stříbro
- 2001: MS Belfast, do 75 kg, čtvrtfinále, prohra s Britem Carlem Frochem 28:14